# Осми крсташки рат
Осми крсташки рат покренуо је 1270. године француски краљ Луј IX Свети против Туниса. Врло брзо по ступању на афричко тле Луј умире од куге са речју Јерусалим на уснама, а већи део војске побољева. Вођство преузима његов брат Карло I Анжујски, који након опсаде града Туниса склапа мировни уговор о слободној трговини и дозволу насељавања и кретања за монахе.

## Увод
Одласком француског краља Луја и завршетком Седмог крсташког рата, Света земља је поново утонула у своје унутрашње размирице. Након насилне Ејбакове смрти египатски престо наследио је његов малолетни син Нур ад Дин Али (1257-1259). Његов намесник Ал Музафир Саиф ал Дин Кунтуз га је убио након две године и преузео власт. У то време падају монголски продори Хулагу кана у муслиманске земље. Хулагуа је помагао и крсташки кнез Антиохије Боемунд IV. Монголи заумзимају Багдад, Алепо, Наблус, Газу и Дамаск. Ова освајања заустављена су битком код Ајн Џалута (3. септембар 1260) у којој мамелучки командант Бајбарс наноси пораз Монголима. Потом Бајбарс убија и Кунтуза и преузима египатски престо.

## Узроци
Бајбарс је био опседнут идејом да настави поход на хришћане које је започео Саладин. Након Хулагуове смрти за то су му остале слободне руке. Те исте (1265) године Бајбарс заузима Арсуф, Цезареју и Монфорт. Главни Бајбарсови удари дошли су 1268. године. Дана 16. маја освојио је кнежевину Антиохију (Пад Антиохије) чиме је стављена тачка на вишевековно постојање ове крсташке државе формиране још током Првог крсташког рата. Пад Антиохије навео је Луја да убрза припреме за покретање новог похода. 

## Рат
Осми крсташки рат није пратило онакво одушевљење као раније. Краља Луја су многи саветовали да се не упушта у подухват који нема никакве шансе за успех. Ипак, краљ покреће војску, али не у Свету земљу већ у Тунис. Тамошњи султан Мухамед I ел Мустаншир је крсташима понудио новац како га не би напали. Крсташи новац примају, али га ипак нападају. Извршавају опсаду Туниса. То им није донело срећу јер је Тунисом владала куга која се проширила и на крсташе. Бајбарс истовремено покреће армију од 30.000 пешака ка Тунису. Јула 1270. његови бродови стижу до Картагине.

## Крај Осмог похода
Дана 25. августа 1270. умире краљ Луј. Сада се његова војска нашла у заиста тешкој ситуацији. Карло Анжујски, Лујев брат, ускоро стиже у Свету земљу и склапа мир са турским бејом извлачењи крсташку војску из заробљеништва. Армија енглеског краља Хенрија III под вођством принца Едварда која је кренула у помоћ Лујевим крсташима враћа се у Енглеску. Муслимани су у част Луја IX подигли мали храм на месту где је умро. Лујево тело се није могло пренети у Европу због опасности од распадања. Због тога је раскувано и одвојено месо од костију. Кости су потом стављене у малу кутију која је сахрањена у Палерму. Тако је, иронично, краљ Луј Свети, који је из Свете земље у Европу донео мноштво реликвија, и сам у њу враћен као реликвија. 